# Black Science
Black Science – amerykańska seria komiksowa z gatunku science fiction autorstwa Ricka Remendera (scenariusz) i Mattea Scalery (rysunek). Ukazuje się w formie miesięcznika od listopada 2013 roku nakładem Image Comics. Po polsku wydawnictwo Taurus Media wydało trzy zbiorcze tomy obejmujące 16 zeszytów, po czym zakończyło publikację.

## Fabuła
Grant McKay, naukowiec-anarchista, odkrył możliwość przenikania wymiarów i podróżowania przez wszechświaty. W trakcie jednej z takich podróży, wskutek sabotażu współpracownika Granta, on i jego zespół utknęli między niebezpiecznymi i dziwnymi światami. Aby powrócić do swojej rzeczywistości, muszą pokonać wiele przeciwieństw. 

## Tomy
| Nr | Polski tytuł i rok wydania            | Angielski tytuł i rok wydania             | Zawartość tomu zbiorczego |
| -- | ------------------------------------- | ----------------------------------------- | ------------------------- |
| 1  | Zasada nieskończonego spadania (2015) | How to Fall Forever (2014)                | Black Science #1-6        |
| 2  | Teraz, nigdzie (2015)                 | Welcome, Nowhere (2015)                   | Black Science #7-11       |
| 3  | Niejednoznaczność wzorca (2016)       | Vanishing Pattern (2015)                  | Black Science #12-16      |
| 4  |                                       | Godworld (2016)                           | Black Science #17-21      |
| 5  |                                       | True Atonement (2016)                     | Black Science #22-25      |
| 6  |                                       | Forbidden Realms and Hidden Truths (2017) | Black Science #26-30      |
| 7  |                                       | Extinction is the Rule (2018)             | Black Science #31-34      |
| 8  |                                       | Later Than You Think (2018)               | Black Science #35-38      |
| 9  |                                       | No Authority But Yourself (2019)          | Black Science #39-42      |